# Klaus von Heimendahl (Oberst)
Klaus Erich Friedrich von Heimendahl (* 14. Januar 1898 in Merseburg; † nach 1987) war langjähriger Bundesgeschäftsführer der Johanniter-Unfall-Hilfe sowie vormals Generalstabsoffizier der Wehrmacht, zuletzt im Dienstgrad Oberst.

## Leben
Klaus war Angehöriger des Adelsgeschlecht von Heimendahl, einer Familie, die wohl Anfang des 17. Jahrhunderts aus Schweden ins Rheinland kamen; Stammvater war der Seidenfabrikant Friedrich Wilhelm Heimendahl (1796–1850). Seine Eltern waren der preußische Rittmeister Ernst Walter von Heimendahl (1865–1955) und Klara Katharina Elisabeth von Heimendahl, geborene Kumbruch (1876–1961).
Klaus von Heimendahl heiratete am 21. Juni 1932 in Berlin-Lichterfelde Elisabeth Klara Hedwig Eleonore von Hagen (1909–2000). Aus der Ehe ging der spätere Brigadegeneral Klaus (Paul Adolf) von Heimendahl hervor, dessen Sohn Klaus (Georg Walther) von Heimendahl Generalleutnant der Bundeswehr war.

### Militärischer Werdegang
Seine militärische Laufbahn begann während des Weltkriegs mit dem Eintritt in das Kürassier-Regiment „Kaiser Nikolaus I. von Russland“ (Brandenburgisches) Nr. 6 Anfang Dezember 1916 als Fahnenjunker. Im August des folgenden Jahres wurde er zum Fähnrich befördert und im Juli des letzten Kriegsjahrs 1918 noch zum Leutnant. Nach dem Krieg wurde er Ende März 1919 zur Reserve des Regiments versetzt und im Januar 1920 aus der Armee entlassen.
Zum August 1924 trat er in die Reichswehr beim 3. (Preußischen) Reiter-Regiment als Leutnant wieder ein und wurde zum August 1926 Oberleutnant. Im Jahr der Machtergreifung Adolf Hitlers wurde er im Oktober 1933 zum 1. Schwadron des 4. (Preußischen) Reiter-Regiments in Potsdam versetzt und drei Monate später zum 1. Januar 1934 zum Rittmeister befördert. Mitte Oktober 1935 wurde er Hauptmann und Kompaniechef im neu aufgestellten Panzer-Regiment 6 der 3. Panzer-Division. Im Oktober 1937 wurde er laut Stellenbesetzung in den Stab des Generalkommandos versetzt, war Divisionsadjutant des IV. Armeekorps und wurde ein Jahr später im Oktober zum Major befördert. Im November 1938 erfolgte laut Stellenbesetzung die Versetzung in den Stab der 3. leichten Division, wo er Divisionsadjutant IIa der 8. Panzer-Division war. Anfang Januar 1939 wurde er in die offizielle Dienstaltersliste mit dem Rangdienstalter vom 1. Januar 1938 eingetragen.
Im Zweiten Weltkrieg folgte er Ernst Volckheim im September 1940 als Kommandeur der Panzer-Abteilung z. b. V. 40, die in Norwegen eingesetzt war. In dieser Verwendung wurde er im März 1941 zum Oberstleutnant und am 1. August 1942 noch zum Oberst befördert. Im September 1942 bekam er das Kommando über das Panzerregiment 29 der an der Leningrader Blockade eingesetzten 12. Panzer-Division übertragen. Er befehligte das Panzerregiment 29 bis Anfang April 1943. Danach war er bis Ende November 1943 Armeeadjutant (IIa) im Armeeoberkommando der 1. Panzerarmee und in gleicher Verwendung dann bis Mitte April 1945 im Armeeoberkommando der 14. Armee. Zuletzt saß er auf einem Führerreserve-Dienstposten beim Oberkommando des Heeres und war zur Einarbeitung als Divisionskommandeur bei der Heeresgruppe C abkommandiert.

### Tätigkeit für den Johanniterorden
Nach dem Krieg lebte er mit seiner Frau im Rheinland, wo das Paar in Königswinter eine Heimat fand, und wo seine Frau 30 Jahre die Frauenhilfe in Königswinter-Altstadt der evangelischen Kirchengemeinde Königswinter leitete.
Klaus von Heimendahl war beim Johanniterorden aktiv. Er löste dort dann 1956 Smilo von Lüttwitz, der in die neu gegründete Bundeswehr eintrat, in der Funktion als Hauptgeschäftsführer der Johanniter-Unfall-Hilfe ab, die damals noch in Rolandseck saß und später dann den Hauptsitz nach Bonn verlegte.
Er verblieb in diesem Amt bis zum 1. Januar 1966 und wurde abgelöst von Wolf von Zawadedzky (1907–2000).

## Schriften
- Die Johanniter-Unfall-Hilfe. in: Der Johanniter-Orden. Der Malteser-Orden. Hrsg. Adam Wienand, Carl Wolfgang Graf von Ballestrem, Christoph Freiherr von Imhoff, Wienand Verlag, Köln 1970, S. 570–578, ISBN 3-87909-076-9.

## Ehrungen
Am 28. November 1966 wurde er mit dem Bundesverdienstkreuz ausgezeichnet. Er war seit 1957 Mitglied und wurde 1965 Rechtsritter des Johanniterordens.